# Nick Jennings
Nicholas Robert «Nick» Jennings (Sonoma, California; 8 de julio de 1965) es un pintor y director de animación estadounidense, conocido por su trabajo en las series, Rocko's Modern Life, SpongeBob SquarePants y Adventure Time.

## Reconocimientos
A finales de 2013, se anunció que Jennings, junto con otros miembros del equipo de Adventure Time, había sido nominado para un Premio Annie por «Logro sobresaliente, diseño de producción en una serie animada de televisión o emisión». El 31 de julio de 2014, Jennings ganó un Emmy por «Logro individual sobresaliente en animación», por su trabajo en el episodio de Adventure Time, «Wizards Only, Fools».

## Filmografía

### Televisión
| Año       | Programa                                | Rol                                                        | Notas               |
| --------- | --------------------------------------- | ---------------------------------------------------------- | ------------------- |
| 1992      | Trash-O-Madness                         | Productor                                                  | Corto de televisión |
| 1996      | Rocko's Modern Life                     | Director del arte, escritor y pintor del fondo             | Serie de televisión |
| 1996–97   | Hey Arnold!                             | Pintor de fondo                                            | Película animada    |
| 1997      | The Brave Little Toaster to the Rescue  | Pintor de fondo                                            | Película animada    |
| 1997–98   | The Angry Beavers                       | Supervisor del fondo                                       | Serie de televisión |
| 1998      | CatDog                                  | Artista del diseño                                         | Serie de televisión |
| 1999–2004 | SpongeBob SquarePants                   | Director del arte y desarrollador                          | Serie de televisión |
| 2003      | Captain Sturdy: The Originals           | Estilista del color                                        | Corto de televisión |
| 2009–10   | The Marvelous Misadventures of Flapjack | Pintor del fondo                                           | Serie de televisión |
| 2010–15   | Adventure Time                          | Director de las cartas de título, supervisor de producción | Serie de televisión |
| 2011      | Bubble Guppies                          | Director del arte                                          | Serie de televisión |
| 2013–14   | Regular Show                            | Pintor del fondo                                           | Serie de televisión |
| 2016–19   | The Powerpuff Girls (2016)              | Director y productor ejecutivo                             | Serie de televisión |